# 17 км (зупинний пункт, Південна залізниця)
17 кіломе́тр — пасажирський залізничний зупинний пункт Куп'янської дирекції Південної залізниці.
Розташований у селі Кругляківка, Куп'янський район, Харківської області на лінії Куп'янськ-Вузловий — Тропа між станціями Скоросний (3 км) та Імені Олега Крючкова (8 км).
Станом на травень 2019 року щодоби три пари приміських електропоїздів здійснюють перевезення за маршрутом Куп'янськ-Вузловий — Святогірськ.